# وكالة محاسبة أسرى الحرب / وزارة الداخلية
وكالة محاسبة أسرى الحرب / وزارة الداخلية (DPAA) هي وكالة داخل وزارة الدفاع الأمريكية تتمثل مهمتها في استعادة الأفراد العسكريين الأمريكيين المدرجين كأسرى حرب (POW) أو المفقودين في العمل (MIA) من الماضي المحدد الصراعات من دول حول العالم. [بحاجة لمصدر] [بحاجة لمصدر] [بحاجة لمصدر] تم تشكيلها في 30 يناير 2015 ، كنتيجة لدمج قيادة المحاسبة المشتركة لأسرى الحرب / وزارة الداخلية ، ومكتب أسير الحرب / مكتب الأفراد المفقودين ، وأجزاء من مختبر علوم الحياة التابع لسلاح الجو الأمريكي. تتم صيانة المعامل العلمية في قاعدة أوفوت الجوية ، نبراسكا ، و قاعدة بيرل هاربور-هيكام ، هاواي. حاليًا ، وكالة محاسبة أسرى الحرب / الداخلية في اتفاقية تعاونية مع مؤسسة هنري م. جاكسون للنهوض بالطب العسكري التي توفر الدعم التشغيلي أثناء عمليات الاسترداد في جميع أنحاء العالم. [بحاجة لمصدر]

## وصلات خارجية
- موقع الوكالة